# Wahlen zum Dáil Éireann 1973
- Unabh.: 2
- LAB: 19
- FG: 54
- FF: 69

Die Wahlen zum Dáil Éireann 1973 fanden am 28. Februar 1973 statt. Bestimmt wurden die Mitglieder des 20. Dáil.
Die 144 Parlamentarier versammelten sich erstmals am 14. März 1973 und die Amtszeit dauerte 1569 Tage.
Zur Zeit der Wahl im Jahr 1973 war Fianna Fáil bereits 16 Jahre ununterbrochen an der Macht in Irland. In diesen 16 Jahren hatte die Partei 3 Anführer: Eamon de Valera, Seán F. Lemass und aktuell Jack Lynch. Viele Wähler glaubten nun, es sei an der Zeit für einen Regierungswechsel. Lynch wollte dieser Bewegung entgegengehen und hoffte bereits im Dezember 1972 auf Neuwahlen, doch diese verschoben sich auf Februar 1973.
Nachdem Fine Gael und die Labour Party seit 1957 jeweils ihre eigene Oppositionspolitik gemacht hatten, erkannten sie nun, dass der einzige Weg, Fianna Fáil in der Regierung abzulösen, ein gemeinsames Vorgehen sein kann. Kurz nach der Verkündung der Neuwahlen vereinbarten beide Parteien einen gemeinsamen Wahlkampf in den Punkten, die sie vereinten. Die sog. „Nationale Koalition“ (National Coalition) war die erste mögliche alternative Regierung seit Jahren.
Obwohl Fianna Fáil bei den Erststimmen zulegen konnte, verlor die Partei doch an Sitzen. Der Zuwachs an Erststimmen war erstaunlich, war die Partei doch nun seit 16 Jahren an der Macht und auch aufgrund der sog. Waffen-Krise im Jahr 1970.
| Partei       | Anführer       | Sitzverteilung1 | Sitzverteilung1 | Sitzverteilung1 | Nachwahlen (5)2 | Nachwahlen (5)2 | Nachwahlen (5)2 | Nachwahlen (5)2 |
| ------------ | -------------- | --------------- | --------------- | --------------- | --------------- | --------------- | --------------- | --------------- |
| Partei       | Anführer       | Anzahl          | ±               | %-Verteilung    | Verloren        | Gewonnen        | Behalten        | ±               |
| Fianna Fáil  | Jack Lynch     | 69              | −6              | 47,92 %         | 2               |                 | 4               | −2              |
| Fine Gael    | Liam Cosgrave  | 54              | +4              | 37,50 %         |                 | 1               | 1               | +1              |
| Labour Party | Brendan Corish | 19              | +1              | 13,19 %         |                 | 1               |                 | +1              |
| Unabhängige  | Unabhängige    | 2               | +1              | 1,39 %          |                 |                 |                 |                 |
|              |                | 144             | ±0              |                 |                 |                 |                 |                 |